# Penske Automotive Group
Penske Automotive Group (NYSE: PAG) — второй по величине автодилер США (после гиганта AutoNation). В компанию входит 316 дилерских центров (167 — в США и 149 — в Европе), через которые продаются автомобили 41 марки. До 2007 года называлась United Auto Group.
Компания является совладельцем Penske Truck Leasing.

## Деятельность

Логотип до 2007 года

В 2006 году продано 275 тыс. автомобилей, выручка — $11,1 млрд.